# Little Einsteins
Little Einsteins (Mini Einsteins no Brasil, e Little Einsteins em Portugal) é um desenho animado exibido no canal Playhouse Disney Channel. Conta a história de quatro pequenas crianças, Leo (que adora reger e está sempre acompanhado de sua batuta), June (que adora dançar e está sempre com suas sapatilhas de balé), Annie (que adora cantar) e Quincy (que adora tocar) que viajam com seu amigo Foguete, para cumprir suas missões ajudando todos que precisam. Juntos eles procuram soluções aos problemas que vão sendo apresentados ao longo dos episódios utilizando música clássica e muita imaginação. Ao final de cada episódio os personagens apresentam as obras que foram utilizadas durante a história (uma música e uma pintura ou escultura) e pedem palmas para os artistas.
Trata-se de uma forma leve e divertida de proporcionar às crianças um primeiro contato com a arte.

## Elenco de dublagem

### Dublagem Original
- Personagens:
- Leo- Jesse Schwartz
- June- Erica Huang
- Annie- Natalia Wojcik
- Quincy- Aiden Pompey

### Dublagem Brasileira
- Estúdio: Delart
- Personagens:
Leo - Luciano Monteiro
June - Ana Clara Barreto
Annie - Bianca Salgueiro
Quincy - Matheus Perissé

### Dobragem Portuguesa
- Direcção de dobragem: Luísa Salgueiro
- Tradução: Rita Salgueiro
- Tradutor das letras: Rita Salgueiro
- Personagens:
Leo - Flávia Gusmão
June - Carla Garcia
Annie - Carla Chambel (1.ª temporada) Ana Vieira (2.ª temporada)
Quincy - Ana Rita Tristão